# Setodes holocercus
Setodes holocercus là một loài Trichoptera trong họ Leptoceridae. Chúng phân bố ở miền Cổ bắc.